# Gyrobus

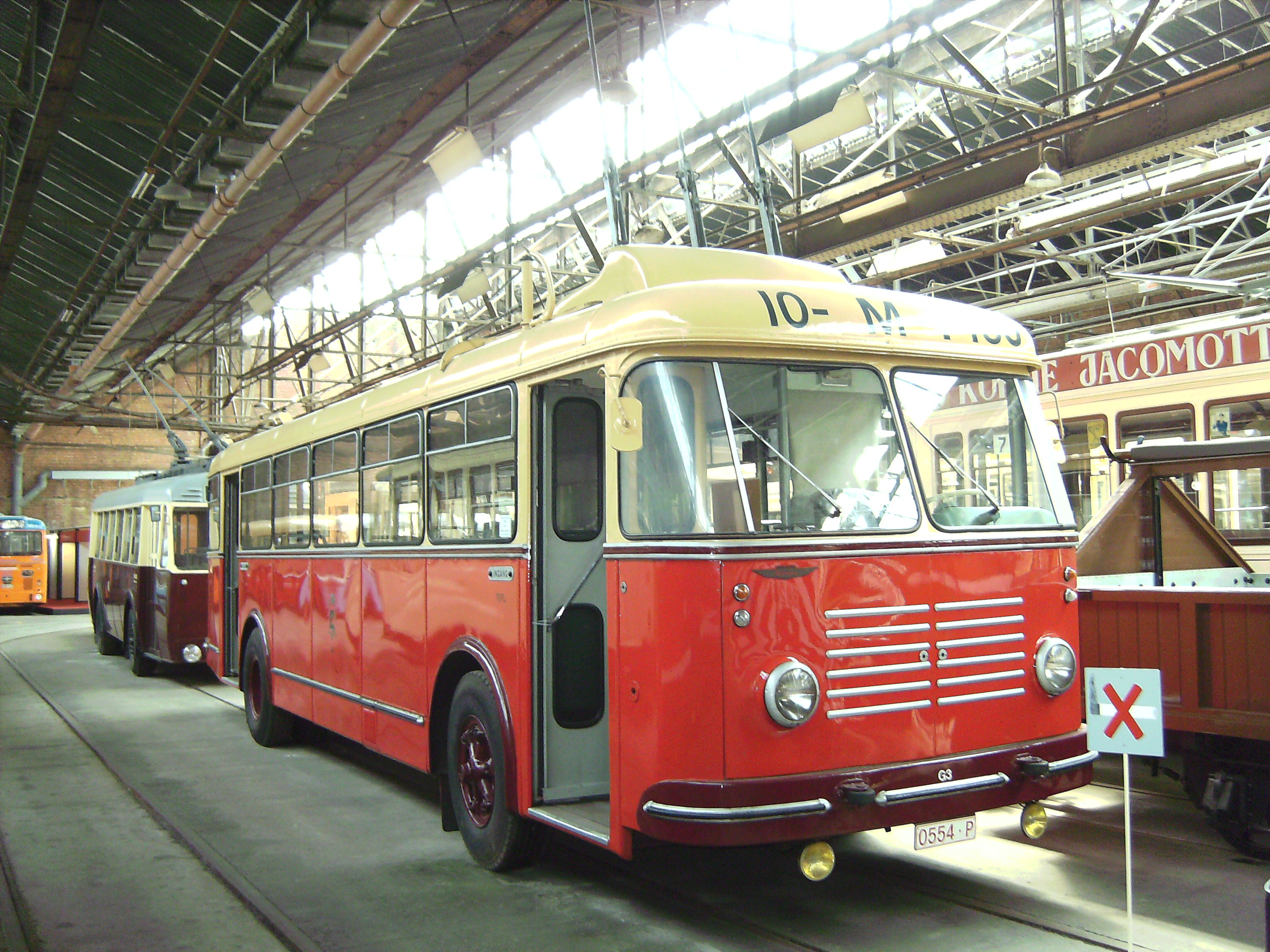
gyrobus G3, l'únic conservat al món (construït el 1955 a Anvers).

Un gyrobus (del grec: γύρος = gir, volant, més bus) és un tipus de transport de passatgers que utilitza com a font d'energia la que s'acumula en un volant d'inèrcia. El gyrobus utilitza com a principal recurs l'energia cinètica acumulada en un volant d'inèrcia, aquesta energia és convertida mitjançant un generador en energia elèctrica que és la que utilitza el motor del gyrobus per moure'l.

## Història
El 1944 davant la carestia d'hidrocarburs causada per la Segona Guerra Mundial l'empresa Oerlikon de Suïssa fabricar una locomotora d'impulsió dual: un motor dièsel iniciava la marxa al mateix temps que transmetia energia al volant inercial, després el motor dièsel (segons convingués) s'aturava i el tren era mogut per l'energia alliberada pel volant. L'experiment de la locomotora amb impulsió dual resultar positiu i d'aquesta manera es va posar en servei un gyrobus a la localitat d'Altdorf el 1950.
L'octubre de 1953 altres poblacions suïsses, Yverdon-les-Bains i Grandson, van instal·lar les primeres línies regulars amb gyrobusos de 70 places (35 passatgers asseguts i 35 dempeus), la velocitat màxima d'aquests primers gyrobusos arribava als 44 km/h amb una càrrega de 14 tones, potser vehicle rebia l'energia inicial a partir de preses elèctriques ubicades en pals cada 5 quilòmetres, l'electricitat passava a un alternador dins el gyrobus i era transferida mitjançant embragatges com energia mecànica al motor amb gran volant inercial de 3 t que així rotava a una velocitat de 3000 rpm (revolucions per minut).
Poc temps després es va instal·lar una altra línia de gyrobuses a Leopoldville (actual Kinshasa) quan existia encara l'anomenat Congo Belga, usant gyrobuses de 10,4 metres de longitud, amb 90 places de capacitat i 10,9 tones de pes total.
El 1956 la important ciutat belga de Gant va establir una perllongada línia de girobusos que comunica el sud de la ciutat (Zuid Gent) amb Merelbeke, en servei fins al 1959.
El 1981 la cooperativa sueca AB Volvo va dissenyar i va començar la fabricació de gyrobuses duals, l'impuls inicial és atorgat per un motor dièsel (eventualment biodièsel).

## Prestacions
Com els troleibusos i tramvies, els gyrobuses no emeten gasos contaminants (els motors dièsel que aporten l'energia cinètica inicial poden ser fàcilment substituïts per motors elèctrics), tot i que a diferència de troleibusos i tramvies els gyrobuses no requereixen l'onerós i fins perillós cablejat o estesa de carrils i pot operar amb una flexibilitat de la que els altres vehicles indicats no tenen (llevat que es tracti d'un híbrid possible: trolegyrobus). Els gyrobuses es caracteritzen per ser transports silenciosos. Un gyrobus en no emetre gasos evita l'escalfament global. Un gyrobus amb tracció inicial elèctrica evita el consum d'hidrocarburs. Quant als desavantatges són les següents: en els primers gyrobuses, per transportar a 20 persones per un trajecte de 20 quilòmetres es requerien volants inercials de 3 tones, i la gran velocitat que adquireixen els volants inercials requeria especials mesures de seguretat, d'altra part com volants inercials posseeixen característiques giroscòpiques que plantegen compensar la inèrcia en trams de corbes i cantonades. No obstant això mai han existit accidents amb els gyrobuses i és evident que les suposades desavantatges són en gran manera esmenables i estan superades àmpliament pels avantatges d'aquest mitjà de transport.